# Krč (film)
Krč je slovenski dramski film iz leta 1979 v režiji Boža Šprajca po scenariju Željka Kozinca. Funkcionarji želijo doseči gradnjo tovarne cementa v svojem manjšem podeželskem kraju, kar je neuspešno, zato prebivalci zapuščajo kraj.

## Igralci
- Teja Glažar kot Tanja
- Milena Zupančič kot Kristina
- Boris Cavazza
- Ivo Ban kot Matevž
- Janez Hočevar - Rifle